# Wolgadelta

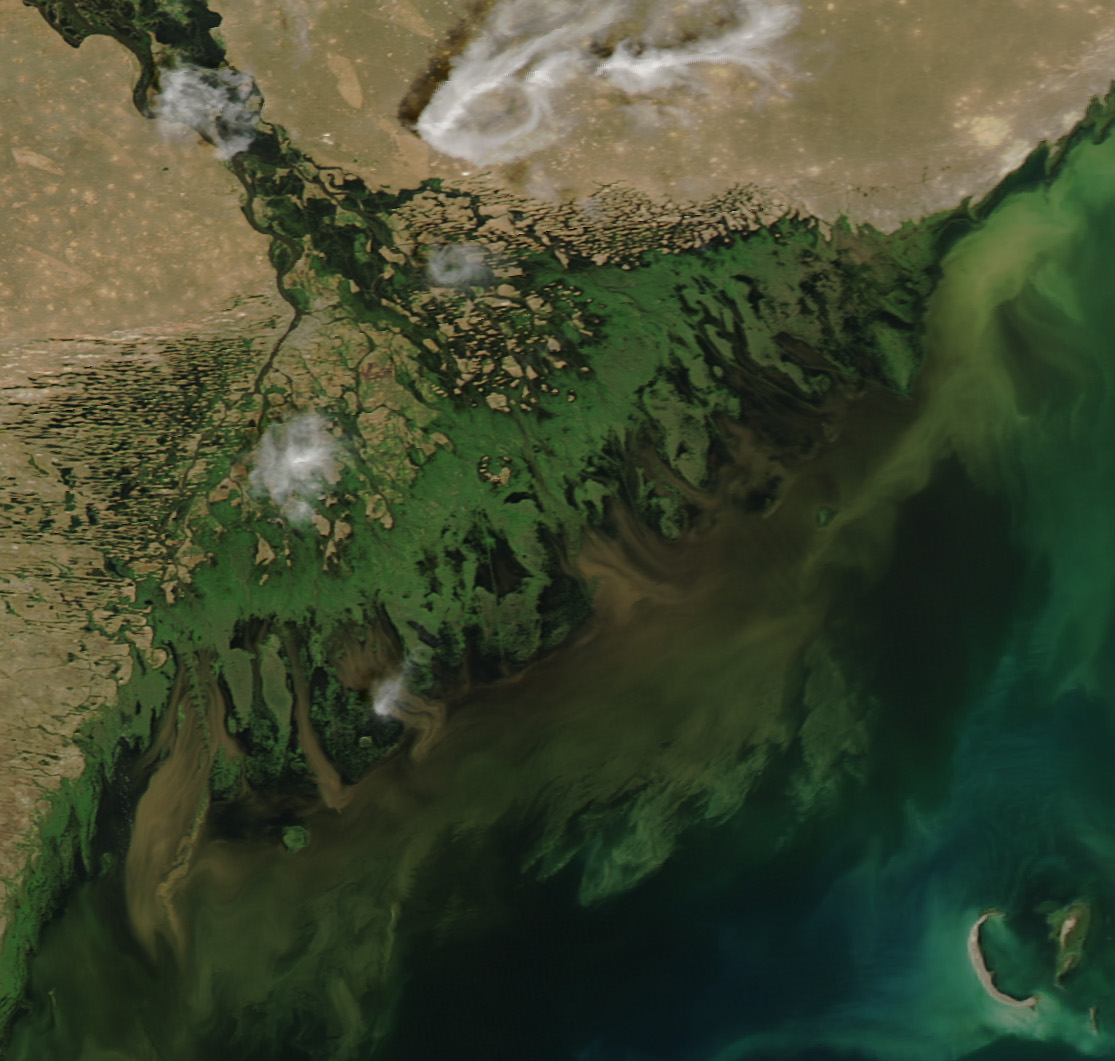
Wolgadelta am nordwestlichen Teil des Kaspischen Meers

Das Wolgadelta ist das Flussdelta der Wolga am Kaspischen Meer im Südosten des europäischen Teils von Russland und im äußersten Westen Kasachstans. Im Jahre 1880 hatte es eine Fläche von 3.222 km². Durch Absinken des Seespiegels des Kaspischen Meeres vergrößerte sich seitdem seine Fläche beträchtlich. Zu Beginn des 21. Jahrhunderts umfasst es eine Fläche von 27.224 km² und ist damit das größte Flussdelta Europas.

## Geographie
Das Wolgadelta liegt im Nordteil der Kaspischen Senke. Es beginnt bei der Stadt Wolschski, wo der Mündungsarm Achtuba (mit Abstand längster aller Wolgaarme) von der Wolga abzweigt. Von dort zieht sich das anfangs schmale Delta in Richtung Südosten, wobei Wolga und Achtuba die größten Fließgewässer bilden, parallel zueinander verlaufen und untereinander verästelt sind. 
Wesentlich weiter südöstlich von Wolschski beginnt etwa bei der Stadt Astrachan (früher Itil) der Hauptbereich des Wolgadeltas. Ab dort ästelt sich das Wolgadelta in zahlreiche Mündungsarme auf. Das Flussdelta ist im Mündungsbereich am Kaspischen Meer, dem größten See der Erde, etwa 180 Kilometer breit, wobei es sich zwischen Lagan in Kalmückien (Südwesten) und Qurmanghasy in Kasachstan (Nordosten) erstreckt. 
Am Ausgang des Wolgadeltas mündet die Wolga mit zahlreichen Mündungsarmen in den Nordwestteil des Kaspischen Meers. Die wichtigsten Flussarme des Deltas sind (von West nach Ost): Bachtemir, Wolga, Tabola und Achtuba. Das Seeufer wird von diesen und anderen Mündungsarmen der Wolga etwa 75 bis 100 km südlich bzw. südöstlich von Astrachan erreicht.

## Naturschutz/Tierwelt

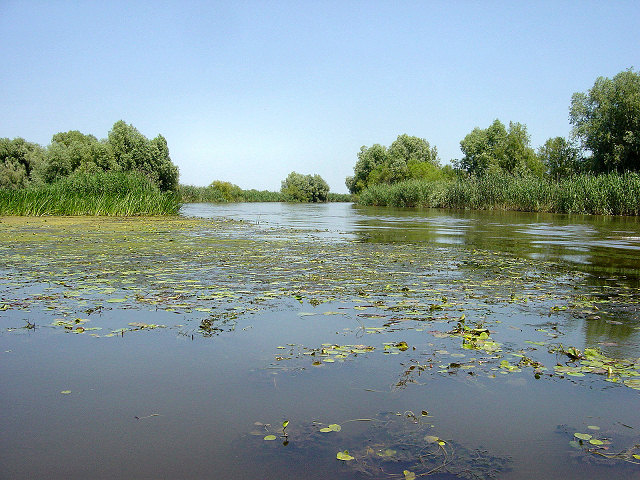
Wolgadelta bei Astrachan

Das Wolgadelta, von dem Großteile unter Naturschutz stehen, ist eine wichtige Zwischenstation für Zugvögel auf ihrem Weg nach Süden und auch wichtiger noch verbliebener Lebensraum zahlreicher anderer Tierarten wie dem Stör, dessen Fang hier streng reguliert ist. Illegaler Störfang (für den Handel mit Kaviar) sowie die Wasserverschmutzung haben die Bestände stark schrumpfen lassen.

### Avifauna
Im Wolgadelta und seiner Umgebung findet sich eine weltweit einzigartige Konzentration an Vogelarten: Singschwäne, Höckerschwäne, Kormorane, Graureiher, Nachtreiher, Silberreiher, Seidenreiher, Purpurreiher, Löffler, Sichler, Zwergdommeln, Krauskopfpelikane, Zwergtrappen, diverse Limikolen, Beutelmeisen, Bartmeisen, Bienenfresser, Flamingos, Fischmöwen, Rostgänsen, Kolbenente, Moorenten, Knäkenten, Zwergsäger, Rotfußfalken, Seeschwalben, Seeadler, Fischadler und viele mehr.

### Fischfauna
Das Wolgadelta gehört mit dem Donaudelta und 230 dort vorkommenden Süßwasserfischarten zu einem der fischreichsten Gebiete Zentralasiens und Europas.
Am Unterlauf der Wolga zwischen Wolgograd und Astrachan findet man eines der größten Vorkommen an Wildkarpfen mit einem Durchschnittsgewicht von 12 Kilogramm, die hier bis 35 Kilogramm schwer werden können. Begünstigt wird das Wachstum durch die hohen Wassertemperaturen im Sommer (bis max. 26–28 °C und Außentemperaturen von 50 °C), viele Muschelbänke und großflächig überschwemmte Uferzonen, die den Karpfen ein hohes Nahrungsaufkommen liefern.
Außerdem finden sich viele andere Friedfische wie Silberkarpfen, Brassen, Rotaugen und Güster. Rotfedern zeigen hier anders als in Mitteleuropa mit zunehmender Größe ein räuberisches Verhalten. Bei den Raubfischen dominieren in der Wolga Hechte, Rapfen, Wolgazander und die dort bis zu 100 Kilogramm schwer werdenden Welse. Von Astrachan aus wurden ab Ende Juni nach der Hochwassersaison Angeltouren organisiert.

### Flora
Das Wolgadelta bildet eine natürliche Oase zwischen dem Kaspischen Meer und den Halbwüsten der Kaspischen Senke, teilweise reichen Sanddünen bis kurz an die Ufer heran. Im Wolgadelta findet man sowohl nördlich-boreale als auch mediterrane Vegetation. Neben einer Vielzahl von Wasserpflanzen wie Schilfrohr, Seerosen, Teichrosen, Lotosblumen, Wassernuss und Seekanne finden sich ausgedehnte Auwälder in der Uferzone. Durch die starken Überschwemmungen findet sich zahlreiches Treibgut und Totholz im Gewässernetz des Wolgadeltas.